# Шевелин, Юрий Иванович
Юрий Иванович Шевелин — советский хозяйственный, государственный и политический деятель.

## Биография
Родился в 1944 году в Рыбинске. Член КПСС.
С 1961 года — на хозяйственной, общественной и политической работе. В 1961—1991 гг. — слесарь-сборщик на моторостроительном заводе, в рядах Советской армии, заведующий лабораторией в Рыбинском авиационном техникуме, секретарь комитета ВЛКСМ техникума, второй, первый секретарь горкома ВЛКСМ, заведующий промышленно-транспортным отделом Рыбинского горкома КПСС, второй, первый секретарь Центрального райкома КПСС г. Андропова, второй секретарь горкома КПСС, председатель Рыбинского горисполкома, первый секретарь Рыбинского горкома КПСС, второй секретарь Ярославского обкома КПСС.